# Ask

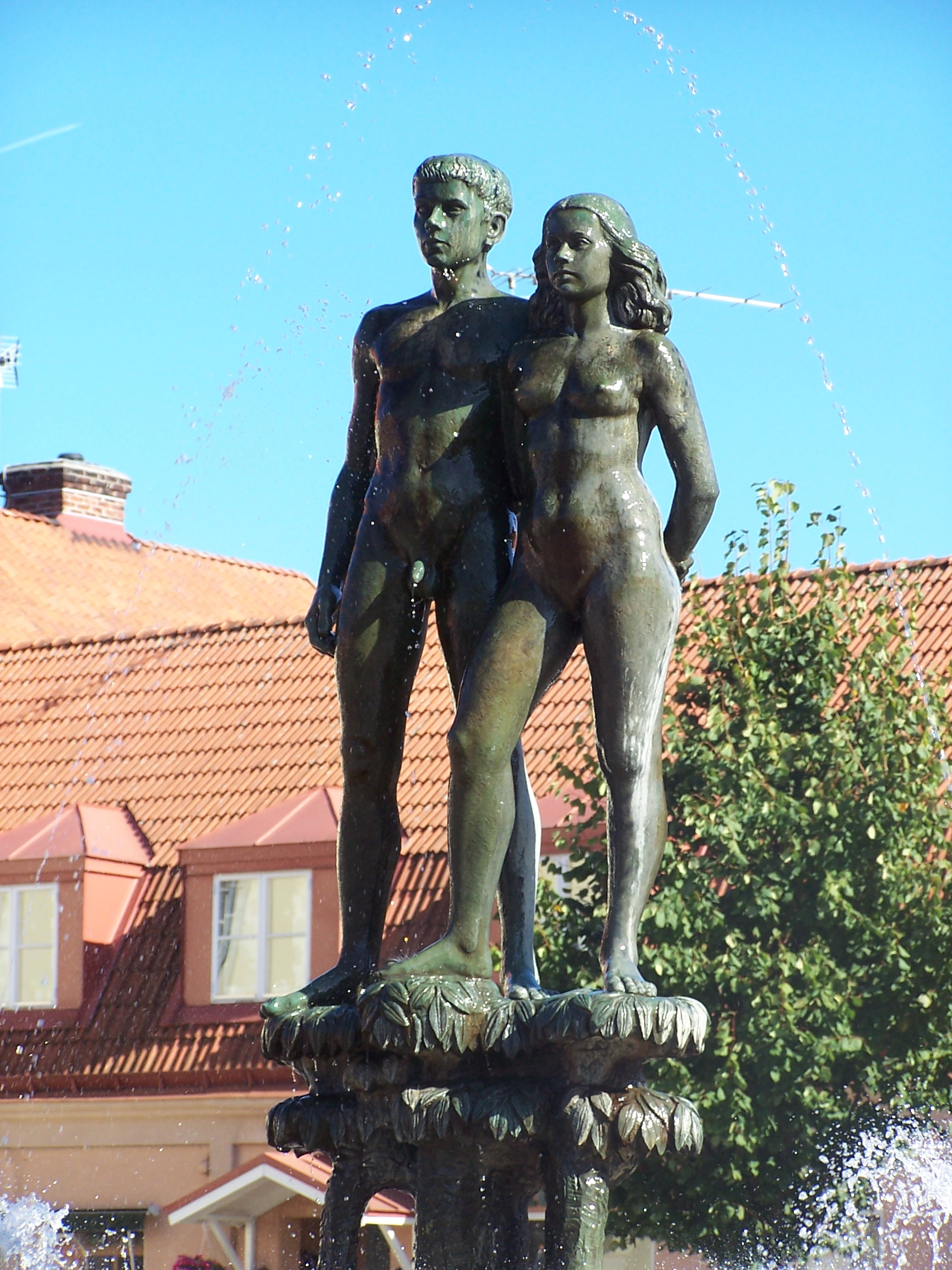
Ask e Embla.
Escultura de Stig Blomberg (1948) em Sölvesborg

Segundo a mitologia nórdica, Ask ou Asque é considerado o primeiro homem. Tal como sua companheira Embla, foi criado a partir de uma árvore e deles descende toda a Humanidade. Correspondem ao Adão e Eva da mitologia cristã.

Estão citados na Völuspá e na Edda em prosa, do séc. XIII.